# François Duvalier
François Duvalier (1907-1971) là một nhà lãnh đạo độc tài, một bác sĩ người Haiti.

## Tiểu sử
Ông sinh năm 1907 tại thủ đô Port-au-Prince trong một gia đình có cha mẹ là giáo viên và nhà báo và học ngành y tại Đại học Haiti.
Sau khi tốt nghiệp đại học với tấm bằng bác sĩ, ông có thời gian được cử về làm việc tại nông thôn, trước khi phục vụ cho một sứ mệnh quân sự của Mỹ và thực tập tại Đại học Michigan. Năm 1939, Duvalier cưới một nữ y tá tên là Simone Ovide và họ sinh được 3 người con gái và 1 người con trai.
Năm 1946, sau khi tổng thống da đen đầu tiên Dumarsais Estimé bổ nhiệm Duvalier làm Thứ trưởng Bộ Lao động, sau đó làm Bộ trưởng Y tế.
Năm 1956, sau khi một cuộc đảo chính tiếp theo nổ ra. Trước sự ngạc nhiên của rất nhiều người, ông ta được đề xuất làm ứng cử viên tổng thống trước những đối thủ nặng ký của Duvalier khi đó - nhà giáo Daniel Fignole và luật sư Clement Jumelle. Người chiến thắng trở thành tổng thống là Daniel Fignole, nhưng bị lật đổ và bắt giữ chỉ sau 20 ngày cầm quyền. Cuộc bầu cử mới được tổ chức sau đó với chiến thắng lần này đã gọi tên François Duvalier.
Rút kinh nghiệm triệt để từ hàng loạt cuộc đảo chính trước đó, tân tổng thống đã bằng mọi giá siết chặt kỷ cương ngay từ đầu: xử bắn và bắt giam tất cả đối thủ chính trị, cấm các tổ chức xã hội và đảng phái hoạt động, đóng cửa những tờ báo theo quan điểm tự do, quốc hữu hóa tài sản của những thương gia được đánh giá là không trung thành. Dưới sức ép của chính quyền, ngay cả nhà thờ Công giáo cũng phải thay đổi lễ cầu nguyện, thay vì chúa trời, phải xưng danh đích thân thủ lĩnh của Haiti. Dần dà, sự sùng bái cá nhân Duvalier đã trở thành một tôn giáo chính tại Haiti. Biết rằng người Haiti luôn thích nghĩ ra những biệt danh cho các tổng thống của mình, Duvalier tự gọi mình là "Papa Doc"; về sau còn tự xưng cho mình những cái tên rất kêu kiểu như "thủ lĩnh tuyệt đối của cách mạng",  "giáo đồ của sự thống nhất dân tộc", "ân nhân của những người nghèo" v.v... Ông ta cũng không quên tuyên bố mình là hiện thân của tôn giáo Vodun, đồng thời thay đổi quốc kỳ có các màu sắc tương đương với biểu tượng của tôn giáo này.
Sau khi đàn áp thành công vụ nổi dậy năm 1958, Duvalier tự phong cho mình thêm những đặc quyền mới, xua đội quân Tonton Macoute đi khủng bố khắp đất nước. Tính ra trong suốt thời gian cầm quyền của ông ta đã có hơn 50.000 người bị tử hình, hơn 300.000 người đã phải rời bỏ quê hương chạy ra nước ngoài.
Năm 1961, Duvalier cho giải tán quốc hội. Trên các phiếu bầu trong cuộc tổng tuyển cử sau đó chỉ in tên họ duy nhất của ứng cử viên là Duvalier.
Để không phải bận tâm với các cuộc bầu cử định kỳ, Duvalier vào năm 1964 đã tổ chức một cuộc trưng cầu dân ý, trong đó đặt ra câu hỏi có thừa nhận ông ta làm tổng thống suốt đời hay không. Ngay sau câu hỏi "Bạn có đồng ý hay không?", trong phiếu thăm dò chỉ in hoa câu trả lời duy nhất là "CÓ". Những ai muốn trả lời "không" buộc phải viết bằng tay, điều này cũng có nghĩa họ sẽ trở thành nạn nhân bị thanh trừng sau đó. Duvalier tự xưng tổng thống suốt đời.
Trong bầu không khí căng thẳng như vậy, nền kinh tế Haiti đã tụt dốc nhanh chóng. Quốc đảo này khi đó chỉ có 10% dân số là biết chữ, số còn lại không biết đọc biết viết. Gia đình Duvalier đã đút túi hàng triệu đôla trong khi dân thường Haiti chết vì đói, buộc phải bán con làm nô lệ với hy vọng chủ nhân sẽ cho chúng thức ăn. Chưa hết, Duvalier còn làm giàu nhờ máu của người dân. Các công dân đều bị bắt buộc phải đi hiến máu, trước khi tất cả được chuyển sang bán cho Hoa Kỳ cứ hai lần mỗi tháng, trung bình khoảng 2.500 lít máu. Tất nhiên, số tiền này đều chảy vào túi của nhà độc tài. Davalier còn làm giàu nhờ một chế độ sưu thuế rất hà khắc, tất cả đều phải nộp vào quỹ tổng thống, kể cả đến từng que diêm. Chế độ độc tài cực kỳ hà khắc của Duvalier dẫn tới một cuộc nổi dậy tiếp theo vào năm 1970, dù một lần nữa bị ông ta đàn áp dã man nhờ sự trợ giúp của người Mỹ. Những cuộc nổi loạn liên miên đã bào mòn sức lực của nhà độc tài, lúc này cũng đã bị nhiễm bệnh nặng.
Tháng 1 năm 1971, quốc hội đã chỉnh sửa hiến pháp để cho phép ông trao quyền thừa kế chức tổng thống cho con trai mình sau khi ông qua đời.
Tháng 4 năm 1971, ông đưa cậu con trai mới 19 tuổi của mình lên làm người kế nhiệm. Jean-Claude Duvalier, người có biệt danh là "Baby Doc". Chỉ vài ngày sau, đã có thông tin chính thức về cái chết của tổng thống. Theo báo chí địa phương, trên quan tài của nhà độc tài có đặt cuốn sách "Hồi ký của nhà lãnh đạo" cùng một cây thánh giá.
Các cuộc phản đối chính phủ nổ ra trong 3 tháng và gia tộc Duvalier phải chạy qua Pháp định cư năm 1986 sau hơn 3 thập kỷ nắm quyền tại Haiti, mang theo lượng tài sản khổng lồ, khoảng 800 triệu đôla. Phần lớn số tiền này cuối cùng đã được tòa phán quyết trao lại cho bà vợ Michele Bennett (vợ của Jean-Claude Duvalier), sau khi bà này đệ đơn xin ly dị.